# Гжегож Лабуда
Гжегож Лабуда (пол. Grzegorz Labuda, 1977) — польський шеф-кухар, член фонду шеф-кухарів, член міжнародного клубу Chaine des Rotisseurs і посол сучасної польської кузінської течії Modern Polish Cusine. Автор та співавтор кулінарних книг. 

## Біографія
У віці дев'яти років сказав батькам, що хоче в майбутньому стати шеф-кухарем. Родом з Владиславова, відвідував там початкову школу. З раннього віку часто відвідував міську бібліотеку та переглядав кулінарні книги. Закінчивши початкову школу, поступив до гастрономічної школи. Розпочав свою гастрономічну кар'єру в Ястшембя-Ґура, разом з шеф-кухарем — Єжи Васьковським, набувши досвіду шеф-кухаря. Провів 1997-2001 рр. у «Замку Яна ІІІ Собеського». Наступні роки провів у Сопоті, створюючи з нуля кухню ресторану «Villa Sedan». Звідти поїхав до готелю «Надморські» в Гдині, а через п’ять років покинув Труймясто, щоб підготуватися до посади виконавчого шеф-кухаря в бутіку в готелі «Blow Up Hall» у Познані. Там почав створювати новий кулінарний напрям сучасної польської кухні — Modern Polish Cuisine, якому вірний і сьогодні. З Познані приїхав до відреставрованого замку XIV століття в Мазурії в Гіжицко, який перетворили на «Hotel St.Bruno». Останньою перед поверненням до родинного Труймяста, була робота у «Grand Hotel Tiffi» в Ілаві. 
З травня 2015 -2019 рр. працював виконавчим шеф-кухарем у ресторані «Шафарня 10» у Ґданську на березі річки Мотлава. 
З липня 2019 року працював виконавчим шеф-кухарем у готелі «Haffner *****» в Сопоті. 
А з 1 січня 2020 року також є співвласником спільного проекту з Міхалом Брилкою — «Реставрація Chmielna by Grzegorz Labuda». 

## Досягнення
Кулінарні змагання
- Бондюель 2001 — 2 місце
- Золота пательня 2002 — 3 місце
- Бондюель 2003 — 1 місце
- Бондюель 2004 — 2 місце
- Бондюель 2005 — 1 місце
- Страви з равлика 2005  — 1 місце
- Золота пательня 2005 — 1 місце
- Бондюель 2006 — 3 місце
- Олімпіада смаку 2007 — 2 місце[3].

Професійні досягнення
За багато років праці готував, серед інших, під час польсько-українського саміту (А. Квасневський - В. Ющенко) у 2005 році, візиту Джорджа Буша у 2007 році, саміту лідерів європейських країн G6 у 2007 році, а також для фіналісток конкурсу Міс Світу 2007 року. 
У 2007 та 2008 роках був номінований на премію «Кулінарний Оскар». 
16 жовтня 2010 року Ґжегож Лабуда приєднався до міжнародної гастрономічної організації Clube des Rotisseurs, яка об'єднує гурманів із 70 країн. Є третім представником Польщі в клубі та шеф-кухарем, будучи членом Фонду шеф-кухарів. Престижна організація, заснована в 1950 році в Парижі, поєднує в собі найвишуканіших гурманів — професіоналів та любителів вишуканих смаків. Однією з головних цілей організації є підтримка вишуканої кухні та просування соціальної сторони задоволення за столом. 
27 вересня 2014 року разом із командою кухарів зайняв перше місце в категорії основних страв на 7-му кулінарному конкурсі Food & Wine Noble Night. У категорії закусок зайняв друге місце. Це одне з найвимогливіших кулінарних змагань, організоване в Польщі, серед інших через високі логістичні та організаційні вимоги. З кількох десятків пропозицій трьох страв (закуски, основні страви та десерти), які надсилали ресторани з усієї Польщі, журі обрало 12 найкращих та найпривабливіших пропозицій. Вже під час самого змагання найкращі страви у трьох категоріях були відібрані гостями, запрошеними на змагання (їх було 1200), які віддали свої голоси за одну з 12 закусок, 12 основних страв та 12 десертів. 
Призом за перше місце було навчання в Ecole de Cuisine Alain Ducasse в Парижі, одній з найвідоміших кулінарних шкіл світу. 

## Публікації
- "Благородні делікатеси сучасної кухні" (2009)
- "Смаження рулет, котлети та інші м’ясні фантазії" (2010)
- "Незвичайні обіди зі звичайними інгредієнтами" (2010)
- "Кращі різдвяні рецепти" (2010)
- «Домашня паштетярня. Домашня кухня "(2014)
- «Сучасна польська кухня» (2014) як співавтор книги, виданої під патронатом дружини президента Анни Коморовської
- планується кулінарна книга, пов’язана з Поморсько-кашубським регіоном[6]